# Mário Andreazza (Bayeux)
Mário Andreazza é um bairro da cidade de Bayeux, estado da Paraíba.
Segundo o IBGE, no ano de 2010 residiam no bairro 9.993 pessoas, sendo 4.831 homens e 5.162 mulheres.
O acesso ao bairro é feito pela BR-230.
Seu nome foi em homenagem ao militar e político Mário Andreazza, que entre outras obras, foi responsável pela Rodovia Transamazônica, BR-230, que corta a cidade e limita o bairro ao norte.